# Estación La Picada
La Picada es una estación de ferrocarril ubicada en la localidad del mismo nombre del Departamento Paraná en la Provincia de Entre Ríos, Argentina.

## Servicios
Se encuentra precedida por el Apeadero Enrique Berduc y le sigue la Estación El Palenque.
Se encuentra en construcción, para la futura extensión del servicio metropolitano entre Parana y esta localidad.

### Vuelta del servicio de pasajeros
Se anunció para el 31 de marzo de 2023 la extensión del servicio hasta esta estación, siendo parada intermedia.